# 경정공주
경정공주(慶貞公主, 1387년 ~ 1455년 6월 29일(음력 6월 6일))은 조선의 공주로, 태종의 차녀이자 적차녀이다. 어머니는 원경왕후이다.

## 생애

### 출생과 혼인
이성계의 다섯째 아들인 이방원(태종)과 부인 민씨(원경왕후)의 둘째 딸로 태어났다. 언제 태어났는지에 대한 기록이 남아있지 않다.

### 공주 시절
1401년(태종 1년), 경정공주(慶貞公主)에 봉해졌다. 실록에는 정경공주(貞慶公主)로도 기록되어 있다.
1403년(태종 3년) 9월, 개국공신인 조준의 아들 평양군(平壤君) 조대림(趙大臨)과 혼인하였고 이후 1남 4녀를 낳았다. 혼인 당시 조대림은 모친상을 당한 지 넉 달밖에 지나지 않은 상황이었지만, 명나라에서 공주와의 혼인을 요구하려 하고 있었기에 태종은 서둘러 공주를 결혼시켰다.
1408년(태종 8년), 남편 조대림이 목인해의 무고로 인해 역모를 꾀했다는 누명을 쓰고 곤장 64대를 맞는일이 발생하였다. 조대림의 무고함이 밝혀진 후 목인해는 거열형에 처해졌다.
1418년(태종 18년), 세자(양녕대군)가 곽선의 첩인 기생 어리(於里)를 사랑하여 몰래 궁중에 들였다가 태종에 의해 쫓겨난 일이 있었다. 이후 어리가 임신하여 세자의 아이를 낳자, 경정공주는 유모를 구해 세자궁에 보내주었다.
1430년(세종 12년) 남편 조대림이 사망하였다.

### 사망
1455년(단종 3년) 6월 6일 졸하였다. 단종이 쌀, 콩 50석과 종이 1백 권을 부조하였다.

## 소공동 지명의 유래
서울특별시 중구에 위치한 소공동(小公洞)은 태종이 경정공주와 조대림에게 하사한 남별궁(南別宮)이 있었던 곳으로, 한성부 남부의 회현방에 위치하였다. 이곳은 '작은 공주골'이라 불렸으며 소공주제(小公主第), 소공주댁(小公主宅) 등으로 불렸다. 이후 선조가 의안군에게 하사하여 소공주동궁(小公主洞宮)으로 불렸다. 여기에서 오늘날의 소공동(小公洞)이라는 명칭이 유래하였다.

## 가족 관계
경정공주의 둘째 사위인 김중엄은 누이인 휘빈 김씨가 문종의 세자빈으로 책봉되었으나, 투기와 미신 행위 등을 이유로 폐위되자 아버지 김오문과 함께 파면되었다. 김중엄의 아내인 둘째 딸 조씨는 이웃집에 초상이 나면 불길함을 쫓는다는 이유로 봉시(蓬矢, 쑥의 줄기로 만든 화살)를 목호에 끼워 지붕 위에 두었다. 그러나 봉시의 방향이 세종의 빈전을 향하여 두어, 불경함을 이유로 사헌부의 탄핵을 받아 직첩을 박탈당하였다. 김중엄과 조씨의 딸이자 경정공주의 외손녀인 김씨는 인수대비의 사촌 오빠 한충인과 혼인하였는데, 중종 비 단경왕후의 외조모이기도 하다.

이 밖에도 경정공주의 자녀들은 경정공주 사후 노비와 전답의 분배 문제를 두고 다투는 등 크고 작은 문제들을 일으켰다.
| - 조부 : 태조(太祖, 1335~1408) - 조모 : 신의왕후 한씨(神懿王后 韓氏, 1337~1391) - 아버지 : 태종(太宗, 1367~1422) - 외조부 : 여흥부원군(驪興府院君) 민제(閔霽, 1339~1408) - 외조모 : 삼한국대부인(三韓國大夫人) 여산 송씨(礪山 宋氏, 1342~1424) - 어머니 : 원경왕후 민씨(元敬王后 閔氏, 1365~ 1420) - 언니 : 정순공주(貞順公主, 1385~1460) - 동생 : 경안공주(慶安公主, 1393~1415) - 동생 : 양녕대군 제(讓寧大君 褆, 1394~1462) - 동생 : 효령대군 보(孝寧大君 補, 1396~1486) - 동생 : 세종(世宗, 1397~1450) - 동생 : 정선공주(貞善公主, 1404~1424) - 동생 : 성녕대군 종(誠寧大君 褈, 1405~1418) | - 시아버지 : 조준(趙浚, 1346∼1405) - 시어머니 : 고성 이씨(固城 李氏, 1361~1403) - 부마 : 평양부원군(平壤府院君) 조대림(趙大臨, 1387~1430) - 장녀 : 순흥 안씨 안진(安進)의 처 - 손자 : 안잉(安扔, 1444 ~ ?) - 손자 : 안부(安拊) - 손자 : 안의(安㩘) - 손자 : 안륜(安掄) - 손자 : 안근(安㨷) - 손자 : 안탁(安擢) - 손녀 : 문화 류씨 군수(郡守) 류효장(柳孝章)의 처 - 차녀 : 구 안동 김씨 김중엄(金仲淹) 처 - 손자 : 김선(金線) - 손자 : 김뉴(金紐) - 손녀 : 김씨(金氏) - 한충인의 아내이자, 단경왕후의 외조모 - 3녀 : 양주 조씨 감찰(監察) 조찬(趙瓚)의 처 - 손자 : 조준(趙遵) - 손자 : 조선(趙選) - 손녀 : 전주 최씨 첨정(僉正) 최명손(崔命孫)의 처 - 손녀 : 동래 정씨 현감(縣監) 정유의(鄭有義)의 처 - 4녀 : 경주 김씨 김중렴(金仲廉)의 처 - 손녀 : 파평 윤씨 군수(郡守) 윤우(尹遇)의 처 - 장남 : 조무영(趙武英) - 며느리 : 의령 남씨 좌의정(左議政) 남지(南智)의 딸 - 손자 : 조순(趙純) - 손자 : 조강(趙綱) - 손자 : 조기(趙紀, 1431 ~ ?) - 손자 : 조유(趙維) - 손자 : 조경(趙經) - 손자 : 조위(趙緯) - 손녀 : 세종의 12남 밀성군의 차남 춘성군 이당(春城君 李譡)의 처 |